# قائمة الدول بلا برلمان
هذه قائمة الدول بلا برلمان أو بالأحرى لا يوجد فيها الانتخابات أو ببرلمانات مجمدة مع نظام حكم الحزب الواحد.

## آسيا
- الإمارات العربية المتحدة
- السعودية
- الصين بنظام حكم الحزب الواحد
- كوريا الشمالية بنظام حكم الحزب الواحد
- سوريا بنظام حكم الحزب الواحد
- لاوس بنظام حكم الحزب الواحد
- فيتنام بنظام حكم الحزب الواحد

## إفريقيا
- إريتريا بنظام حكم الحزب الواحد
- سوازيلاند

## أمريكا
- كوبا بنظام حكم الحزب الواحد

## أوروبا
- الفاتيكان